# 大江邦治
大江 邦治（おおえ くにじ、1867年12月9日 - 1968年6月5日）は、日本の牧師、教育者。戦前から戦後にかけての日本アライアンス教団の指導者。

## 家族
- 長男は大江捨一(日本アライアンス教団牧師)
- 次男は大江信(日本ナザレン教団牧師)。
- 捨一の妻は中田重治の長女である中田陸奥。
- 捨一の息子は大江寛人(ブラジル宣教師、日本アライアンス教団元年会議長)。

## 生涯

### 初期
1867年(慶応3年)に伯耆国溝口(現、鳥取県西伯郡伯耆町)に生まれる。鳥取中学(現・鳥取県立鳥取西高等学校）に入学するが、1882年(明治15年)に中退して上京する。

### 電信員時代

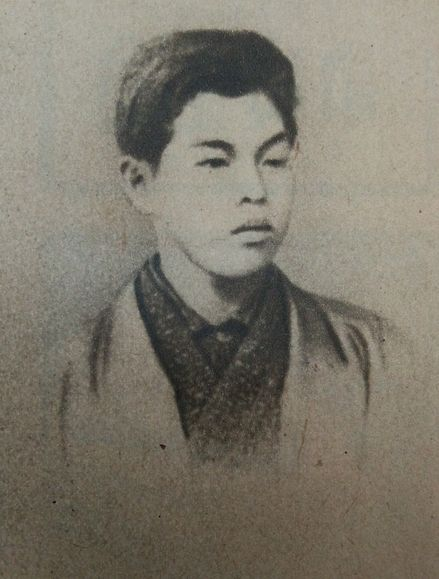
1886年頃の安部磯雄牧師

東京電信学校（後の、逓信官吏練習所）に入学して、1887年(明治20年)に卒業し、東京府、岡山県
、山口県下関市、佐賀県の電信局で勤務する。
岡山県岡山市の電信局に勤務していた頃、日本組合基督教会岡山教会(現・日本基督教団岡山教会)に出席するようになり、当時岡山教会牧師の安部磯雄から洗礼を受ける。

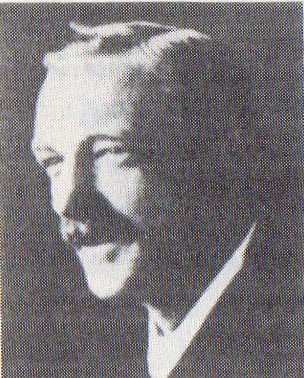
大江が指導を受けたバックストン

1900年(明治33年)鳥取県米子市郵便局に勤務していた頃、日本伝道隊の創設者バークレー・バックストンやパゼット・ウィルクスから伝道者として指導を受ける。1901年(明治34年)には長男の捨一が生まれる。

### 日本伝道隊時代
1906年(明治39年)バックストンが創設した 日本伝道隊に入隊、兵庫県神戸市に出て、ウィルクスと竹田俊造の指導のもと訓練を受ける。鹿児島、佐賀、佐世保で伝道する。また、種子島では、5年間病気療養をかねて聖書研究をしながら伝道する。
1919年(大正8年)から、長崎県長崎市の活水女学校(現、活水学院活水女子大学)の教授として神学を教える。

### アライアンス時代
1926年(大正15年)にアライアンス・ミッションに入会する。

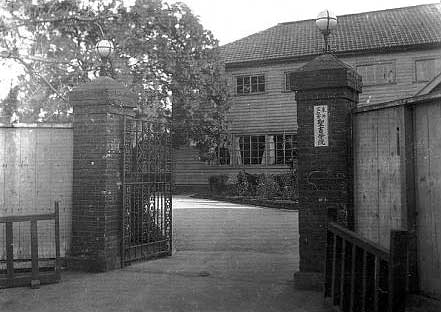
一時教鞭を取った聖書学院

1929年(昭和4年)3月の日本ホーリネス教会の年会で、東洋宣教会の聖書学院の教授に任命された。次男の大江信が副舎監に任命された。
その後、1931年(昭和6年)アライアンス・ミッションから日本協同基督教会が独立すると、アライアンスに戻り指導者になる。
戦争中は、1941年(昭和16年)より日本基督教団に統合されるが、戦後1949年(昭和24年)8月に日本基督教団を離脱して日本アライアンス教団を設立する。また、邦治は1950年(昭和25年)、広島市で再建された日本アライアンス神学校の校長に就任する。これより、戦後は、きよめ教会を辞めた長男捨一と共に、日本アライアンス教団の指導者として活躍する。
1962年(昭和37年)にアライアンス神学校を引退し、捨一が引き継ぐ。1968年(昭和43年)広島で101歳で死去する。

## 関連書籍

### 訳書
- 『聖潔』（パゼット・ウイクルス講演）日本傳道隊聖書學舎出版部、1931年
- 『神癒の福音』（A・B・シンプソン）日本協同基督教会出版部、1936年
- 『ウイクルス師説教集 第2輯』（ウイクルス著）日本傳道隊聖書學舎出版部、1938年
- 『信仰の動力』（パゼット・ウイクルス著）バックストン記念霊交会、1951年
- 『贖罪の動力』（パゼット・ウイクルス著）バックストン記念霊交会、1952年
- 『創世記講演』（パゼット・ウイクルス述）バックストン記念霊交会、1953年
- 『信仰盈満シリーズ』（A・B・シンプソン著）いのちのことば社、1953年
- 『基督者生涯の動力』（パゼット・ウイクルス著）バックストン記念霊交会、1954年
- 『新約の聖潔』（トマス・クック著）バックストン記念霊交会、1955年
- 『幕屋のキリスト』（信仰盈満シリーズ；第1巻）（A・B・シンプソン）いのちのことば社、1960年
- 『聖霊による歩み』（A・B・シンプソン著）いのちのことば社、1981年